# الاتحاد الرياضي العام (سوريا)
منظمة حكومية في الجمهورية العربية السورية تتمتع بالشخصية الاعتبارية، والاستقلال المالي والإداري، وتعتبر أعلى سلطة رياضية في سوريا وتضم في عضويته جماهير الرياضيين من مختلف الفئات العمرية، والشرائح الاجتماعية في المجتمع، وهي المسؤولة عن النشاطات الرياضية، والاجتماعية والثقافية التي تمارس في مؤسساتها.

## الاتحادات الرياضية
- الاتحاد العربي السوري لكرة القدم
- الاتحاد العربي السوري لكرة السلة
- الاتحاد السوري لكرة المضرب
- الاتحاد السوري لكرة الطائرة
- الاتحاد السوري للسباحة
- الاتحاد السوري للشطرنج
- الاتحاد السوري للجمباز
- الاتحاد السوري للرماية
- الاتحاد السوري للمصارعة
- الاتحاد السوري لرفع الاثقال
- الاتحاد السوري للجودو
- الاتحاد السوري للتايكوندو
- الاتحاد السوري للبلياردو
- الاتحاد السوري للريشة الطائرة
- الاتحاد السوري لكرة الطائرة
- الاتحاد السوري لالعاب القوى
- الاتحاد السوري للدراجات
- الاتحاد العربي السوري للفروسية
- الاتحاد السوري للترياثلون
- الاتحاد السوري للملاكمة
- الاتحاد السوري لبناء الاجسام
- الاتحاد السوري للكاراتيه
- الاتحاد السوري للكيك بوكسينغ
- الاتحاد السوري للمبارزة
- الاتحاد السوري للقوس والسهم
- الاتحاد السوري للرياضات الخاصة

## الهيكل التنظيمي للاتحاد
```
يتكون الهيكل التنظيمي للاتحاد من:
```

- المؤتمر العام.
- المجلس المركزي.
- المكتب التنفيذي.
- اللجنة الأولمبية السورية.
- اتحاد اللعبة.
- الهيئة الرياضية.
- فرع الاتحاد.
- اللجنة التنفيذية.
- اللجنة الفرعية.
- النادي.

المؤتمر العام : هو أعلى سلطة في الاتحاد، يتخذ القرارات والتوصيات التي من شأنها تحقيق أهدافه، وينعقد في دورته العادية مرة واحدة كل خمس سنوات، ويمكن دعوته للانعقاد بدورة استثنائية بناءً على قرار من المجلس المركزي، أو بدعوة من ثلثي أعضاء المؤتمر العام.
يتألف المؤتمر العام من:
- رئيس وأعضاء المجلس المركزي.
- ممثلي الاتحاد في المكاتب التنفيذية للتنظيمات العربية، والإقليمية، والقارية، والدولية.
- رؤساء وأعضاء مجالس إدارات اتحادات الألعاب الرياضية.
- رؤساء وأعضاء قيادات اللجان التنفيذية في المحافظات.
- عدد من الأعضاء المتممين ينتخبهم مؤتمر الفرع من رؤساء الأندية حسب تصنيفها، واللجان الفرعية الفاعلة، وفق نسب يحددها النظام الداخلي.
- ممثلين اثنين لكل هيئة رياضية.
- ممثل عن وزارة التربية.
- ممثل عن وزارة الصحة.
- ممثل عن وزارة التعليم العالي .
- ممثل عن وزارة الإعلام .
- ممثل عن وزارة الشؤون الاجتماعية .
- ممثل لكل كلية تربية رياضية في الجامعات السورية.
- عضو اللجنة الاولمبية الدولية.

مهام المؤتمر العام:
- رسم السياسة العامة للحركة الرياضية السورية.
- مناقشة التقارير المقدمة إليه من المجلس المركزي، وإقرارها.
- اتخاذ القرارات والتوصيات المتعلّقة بالحركة الرياضية.
- انتخاب أعضاء المجلس المركزي وفق أحكام النظام الداخلي.

المجلس المركزي : هو أعلى سلطة قيادية في الاتحاد بين مؤتمرين، ويتألف من (81) عضواً ينتخبهم المؤتمر العام، وفق أحكام النظام الداخلي. يعقد اجتماعه العادي مرة كل ستة أشهر، ويمكن دعوته لاجتماع استثنائي بناءً على طلب أكثرية أعضائه، أو بناءً على قرار المكتب التنفيذي.
يتولّى المجلس المركزي المهام الآتية:
- الإشراف على شؤون الاتحاد وتوجيه نشاطاته وفق مقررات المؤتمر العام وتوصياته.
- مناقشة التقارير والخطط المقدمة من المكتب التنفيذي، وإقرارها .
- اعتماد النظام الداخلي للاتحاد.
- اعتماد النظام المالي والمحاسبي للاتحاد.
- إقرار مشاريع الأنظمة واللوائح المقدمة من اللجان المشكلة في المجلس المركزي لتطوير الحركة الرياضية.
- انتخاب رئيس وأعضاء المكتب التنفيذي .
- انتخاب أعضاء اللجنة الأولمبية السورية .
- اعتماد النظام الخاص باللجنة الاولمبية.
- حجب الثقة عن رئيس وأعضاء المكتب التنفيذي، واللجنة الأولمبية السورية، لأسباب معللة، بموافقة ثلثي أعضائه، وفق أحكام النظام الداخلي.
- حلّ اللجان التنفيذية، ومجالس إدارات اتحادات الألعاب، بناءً على اقتراح المكتب التنفيذي، ولأسباب معللة، بموافقة الأكثرية المطلقة.

المكتب التنفيذي :يقوم المكتب التنفيذي بإدارة شؤون الاتحاد ومؤسساته، ومتابعة أعماله بما يكفل تحقيق أهدافه ومهامه، ويتألف من (13) عضواً، ويحدد النظام الداخلي عدد أعضائه المتفرغين وغير المتفرغين، ومهامهم.
يتولّى المكتب التنفيذي المهام الآتية :
- تنفيذ مقررات المؤتمر العام والمجلس المركزي.
- التنسيق مع الجهات العامة والخاصة وهيئات المجتمع الأهلي لتحقيق أهداف الاتحاد.
- منح التراخيص الفنية للمراكز الرياضية الخاصة، والبيوتات الرياضية، والنظر بتأسيس أو دمج الأندية الرياضية.
- إيقاف وتجميد نشاطات الأندية لفترات محددة تحدد أسبابها في النظام الداخلي.
- دراسة المقترحات الواردة من مجالس إدارات اتحادات الألعاب، وفروع الاتحاد، واتخاذ القرارات بشأنها.
- تنفيذ الخطط والبرامج بما ينسجم مع مقررات وتوصيات المؤتمر العام، والمجلس المركزي.
- تقييم عمل اتحادات الألعاب، وفروع الاتحاد، واتخاذ ما يلزم لمعالجتها .
- اعتماد إحداث الهيئات الرياضية.
- التنسيق مع الجهات المختصة لرسم سياسة الإعلام الرياضي بمختلف أنواعه، ووسائله، بما يخدم الحركة الرياضية .
- تحديد المشاركات في البطولات، والدورات، واللقاءات، والمؤتمرات الخارجية.
- المصادقة على خطط اتحادات الألعاب واللجان الأخرى وبرامجها.
- الإشراف على الفعاليات الرياضية بما فيها الهيئات لتحقيق أهداف الاتحاد.
- إعداد مشروع الموازنة السنوية للاتحاد بكافة تنظيماته، وقطع الحساب للعام السابق.
- إقرار موازنات الفروع، واتحادات الألعاب، والأندية.
- الموافقة على قرارات الإيفاد الخارجي للأفراد، والفرق، والقيادات الرياضية.
- اقتراح اللائحة الداخلية للمؤتمرات، والتعليمات الانتخابية في بدء كل دورة انتخابية.
- متابعة أعمال اتحادات الألعاب، وفروع الاتحاد.
- الإشراف على تنفيذ نظام الاحتراف للألعاب الرياضية.
- حلّ مجالس إدارات الأندية الرياضية بناءً على اقتراح فروع الاتحاد، ولأسباب معللة، تحدد بالنظام الداخلي .
- إصدار نظام المكافآت للمتفوقين محلياً وعربياً وإقليمياً وعالمياً وأولمبياً لاعبين- مدربين-إداريين- حكام- إدارات أندية واتحادات وفروع .
- الموافقة على التعاقد مع الخبراء المحليين، والعرب، والأجانب.

× علما أنه لا يجوز الجمع بين عضوية المكتب التنفيذي ورئاسة اتحاد لعبة.

## رؤساءالاتحاد الرياضي العام
|  | الاسم             | عام البدء | عام الانتهاء |
|  | نوري بركات        | 2000      | 2003         |
|  | كمال طه           | 2003      | 2005         |
|  | فيصل البصري       | 2005      | 2009         |
|  | فاروق بوظو (مؤقت) | 2009      |              |
|  | موفق جمعة         | 2010      | 2020         |
|  | فراس معلا         | 2020      | حتى الآن     |